# Più in alto di tutti
Più in alto di tutti (Rebound: The Legend of Earl 'The Goat' Manigault), noto anche come Rebound: la vera storia di Earl "The Goat" Manigault''', è un film televisivo del 1996, diretto da Eriq La Salle e interpretato da Don Cheadle.
Il film racconta la vera storia del cestista Earl Manigault, noto come "The Goat".

## Trama
Il film inizia con l'intervista a Kareem Abdul-Jabbar che dovendo fare un solo nome su chi sia stato il più grande giocatore di basket incontrato in carriera, risponde:
Il film racconta la vita, la leggenda, la caduta e la risalita di Earl Manigault detto "The Goat", figura mitica dei playground newyorkesi: la sua parabola di giocatore viene bruscamente interrotta dalla dipendenza dall'eroina, di cui cade vittima cedendo agli spacciatori che circondano i campetti della Grande Mela. Leggendo in carcere un libro sulle proprie gesta (di cui ignorava l'esistenza) regalatogli da un secondino, "Goat" si convincerà a cambiare strada, e affronterà i propri demoni del passato per redimersi.

## Soprannome
Nel film, quando Earl viene presentato a Legrand, quest'ultimo storpia il suo cognome in Goat (in Inglese: capra).
Nella lingua Inglese, GOAT viene anche associato all'acronimo Greatest Of All Times, ovvero il migliore di sempre.

## Giocatori del Rucker Park
Nella pellicola vi sono alcune scene in cui sono raffigurati giocatori famosi all'epoca dei fatti, sia professionisti dell'NBA, che giocatori del campetto.

### Scena partita iniziale
- Joe Smith: Connie Hawkins
- Jerome Richardson: Sherman White
- Steve Mark Thompson: Herman "The Helicopter" Knowings
- Nigel Miguel: Sonny Johnson
- Charles Rochelin: Jackie Jackson
- David Brown: Cleo Hill

### Scena Rucker Pro Game
- Kevin Garnett: Wilt "The Stilt" Chamberlain
- Mitchell Butler: Earl "The Pearl" Monroe
- Keith Gibbs: Billy Cunningham
- Gary Maloncon: Nate Bowman